# Jesuit Volunteers
Jesuit Volunteers (JV) ist ein internationaler Freiwilligendienst für Erwachsene ab 18 Jahren in einem Sozialprojekt des Jesuitenordens. JV ist eine Kooperation der Jesuitenmissionen Deutschlands, Österreichs und der Schweiz, geleitet von der deutschen Jesuitenmission in Nürnberg. JV entstand Anfang 2012 aus einer Vereinigung von Jesuit European Volunteers (JEV) und Jesuit Mission Volunteers (JMV).
Die jährlich etwa 30 Freiwilligen arbeiten zum Beispiel mit Flüchtlingen, Straßenkindern oder Behinderten, in Schulen und Sozialeinrichtungen in Entwicklungsländern oder an Gedenkstätten, in der beruflichen Bildung oder in der Seelsorge. Die Einsätze werden je nach der Ausbildung und Kompetenz der Bewerber zugeschnitten. Die Jesuit Volunteers leben in Gemeinschaft und in Anbindung an eine Jesuiten- oder Schwesternkommunität. Ihre Erfahrungen sollen sie auf der Grundlage des christlichen Glaubens reflektieren und dabei den persönlichen Bezug zu Gott neu entdecken (wobei die Zugehörigkeit zu einer christlichen Kirche keine Bedingung ist). Unterstützt werden die Jesuit Volunteers durch ein Begleitprogramm, das gewöhnlich durch einen Jesuiten oder eine Ordensschwester geleitet wird und auch Seminare und Exerzitien umfasst. Ein Teil des Unterstützungsprogramm findet im Centrum für Globales Lernen am Caritas Pirckheimer Haus (Nürnberg) statt.
Die Kosten des Einsatzes werden durch Spenden finanziert; ferner wird JV durch weltwärts, den entwicklungspolitischen Freiwilligendienst des Bundesministeriums für wirtschaftliche Zusammenarbeit und Entwicklung (BMZ), gefördert.

Jesuit European Volunteers (JEV) war ein Freiwilligendienst des Jesuitenordens für junge Erwachsene, gegründet 1986 von Horst Knott SJ. Die Einsätze waren auf die Zeit eines Jahres begrenzt (bei Auslandseinsatz auch länger) und fanden an Orten in Deutschland, Österreich, Osteuropa, Kolumbien bzw. Mexiko statt. Die Freiwilligen arbeiteten mit Menschen am Rande der Gesellschaft, etwa Obdachlosen, Menschen mit Behinderungen, Müttern und Kindern in Schwierigkeiten, alten und kranken Menschen oder Asylbewerbern und lebten in kleinen, von Jesuiten betreuten Wohngemeinschaften. JEV war dem Freiwilligen Sozialen Jahr vergleichbar und somit als Zivildienst anerkennbar. Nach Angaben des Ordens haben seit der Gründung etwa 1000 junge Menschen an JEV teilgenommen.
Jesuit Mission Volunteers (JMV) war ein Freiwilligendienst ohne Bindung an das „Freiwillige Soziale Jahr“ und ohne Altersgrenze nach oben, aber gleichfalls vom BMZ anerkannt. Eine abgeschlossene Berufsausbildung war für die Missionare auf Zeit vorausgesetzt. Mit Anbindung an Niederlassungen der Jesuiten in Afrika, Asien und Lateinamerika arbeiteten die Freiwilligen in den Bereichen Armutsbekämpfung, Flüchtlingshilfe, Schulbildung, berufliche Ausbildung, Pastoralarbeit, Gesundheitswesen, Menschenrechte, Ökologie und Landwirtschaft.
Im englischen Sprachraum firmieren die JV als Jesuit Volunteer Community (USA: Jesuit Volunteer Corps), im französischsprachigen als Jeunes Volontaires Internationaux (JVI).